# Новосільське (Бердянський район)
Новосі́льське — село в Україні, у Бердянському районі Запорізької області. Населення становить 12 осіб. Орган місцевого самоврядування - Андріївська селищна рада.

## Географія
Село Новосільське знаходиться на лівому березі річки Обитічна, вище за течією на відстані 3 км розташоване село Сахно, нижче за течією примикає село Дахно. На річці невелика загата.

## Історія
- 1923 — дата заснування.